# Claire Windsor
Claire Windsor (Clara Viola Cronk; Cawker City, 14 de abril de 1892 – Hollywood, 24 de outubro de 1972) foi uma atriz de cinema americana da era do cinema mudo.

## O Início
Windsor nasceu Clara Viola Cronk (apelidada de "Ola") em 1892, filha de George Edwin e Rosella Fearing Cronk em Marvin, Phillips County, Kansas. Seus pais mais tarde se mudaram para Cawker City, Kansas, quando ela tinha dois anos de idade. Frequentou a Washburn Preparatory Academy em Topeka, Kansas, de 1906 a 1907, se formou aos 15 anos e, depois de um ano na Broadway High School, em Seattle, Washington, voltou como estudante no Departamento de Belas Artes da Washburn College . Com a intenção de refinar ainda mais a educação e a posição de suas filhas na sociedade, Rosella e suas filhas retornaram a Seattle no outono de 1910. Em 14 de julho de 1913, Ola foi escolhida como o papel da imperatriz durante a prodigiosa produção musical "Jappyland". Enquanto morava em Seattle, Ola conheceu David Willis Bowes e o intenso relacionamento continuou por correspondência após o retorno de Bowes a Denver. Ola se casou secretamente com Bowes em 13 de maio de 1914, em Denver, Colorado . A união resultou no nascimento de um filho, David Willis Bowes Jr., em 9 de setembro de 1916, mas o casal logo seguiu caminhos separados. Bowes pediu oficialmente o divórcio em 14 de setembro de 1920. Claire mudou-se para a Califórnia para se reunir com seus pais que haviam se aposentado recentemente. Procurando uma maneira de sustentar a si mesma e a seu filho, Ola seguiu o conselho de um amigo e rapidamente encontrou emprego nos estúdios de cinema . Inicialmente recebendo apenas pequenos papéis, ela foi logo vista por Lois Weber, uma diretora altamente respeitada e influente além de produtora de filmes mudos para a Paramount Pictures . Weber imediatamente ofereceu um contrato a Windsor, que estrelou "The Blot" com Louis Calhern (1921) 

## Escalada na carreira
A estréia no cinema de Claire Windsor foi no lançamento de 1920 de "To Please One Woman", de Lois Weber, que teve apenas um sucesso modesto. Para promover a estrela nascente, a Paramount Pictures costumava fotografar Windsor com o ator lendário recém-divorciado Charlie Chaplin em material publicitário, levando a imprensa dos tablóides a mencionar a jovem atriz. A publicidade valeu a pena; Em 1922, a recém-formada Associação Ocidental de Anunciantes de Cinema (WAMPAS) iniciou seus prêmios anuais WAMPAS Baby Stars e ela foi nomeada, juntamente com Bessie Love, Lila Lee, Mary Philbin e Colleen Moore, como as estrelas mais promissoras do ano. Nesse mesmo ano, Claire assinou um contrato com a Goldwyn Pictures Corporation. Ela apareceria em "Broken Chains"  com a colega WAMPAS Baby Star Colleen Moore.
Em 1923, a ex-Ola Cronk começou oficialmente a ser conhecida como Claire Windsor. Ao longo da década de 1920, Windsor se estabeleceu como uma das principais estrelas do cinema. À medida que sua carreira progredia, ela muitas vezes interpretava papéis de princesa ou socialiete. Os críticos elogiaram seu senso de moda elegante, e Windsor se tornou uma notável criadora de tendências da moda dos anos 20.

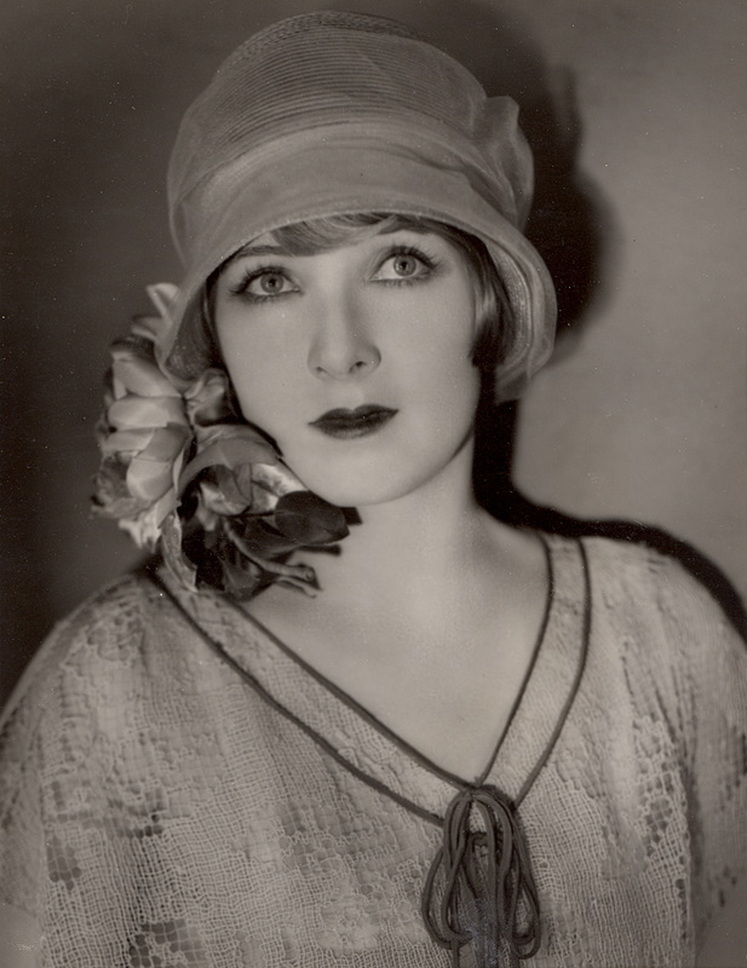
Windsor em 1926

Em 1924, Windsor foi uma das principais estrelas do recém-formado estúdio Metro-Goldwyn-Mayer .

## Vida pessoal e filmes falados
Windsor era frequentemente ligada romanticamente a seus pares nos filmes. Teve um caso bem divulgado com o ator Charles "Buddy" Rogers, e em 1925 casou-se com o ídolo matinée Bert Lytell. O casal se divorciou em 1927. Windsor nunca se casou novamente, mas alguns casos causaram escândalos na imprensa, incluindo uma vez sendo processada pela jovem esposa de um corretor de Boston em um processo de "Alienação de Afeto ", no qual a esposa do corretor alegou que Windsor tinha "roubado o marido".
No final da década de 1920, Claire Windsor (como muitos de seus colegas de atuação na época) achou difícil mudar para o cinema falado . Ela fez vários filmes falados ao longo da década de 1930, mas nunca conseguiu retomar o sucesso de seus primeiros anos como atriz de cinema mudo. Teve uma breve passagem em uma turnê com Al Jolson na produção de "The Wonder Bar" e, ocasionalmente, atuou nos palcos. Nos seus últimos anos, Windsor se dedicou à pintura.
Em 12 de abril de 1943, Windsor mudou oficialmente seu nome para Claire Windsor, e seu filho recebeu o nome de William Willis Windsor.
Claire Windsor morreu vítima de ataque cardíaco em 24 de outubro de 1972, aos 80 anos de idade, no Hospital Good Samaritan, em Los Angeles, Califórnia. Foi enterrada no cemitério de Forest Lawn Memorial Park, em Glendale.
Por sua contribuição para a indústria cinematográfica, Claire Windsor recebeu uma estrela na Calçada da Fama de Hollywood, em Hollywood Blvd 7021 em Hollywood, Califórnia, em 8 de fevereiro de 1960.

## Filmografia
- Eyes of Youth (1919)
- In the Heart of a Fool (1920)
- To Please One Woman (1920)
- What's Worth While? (1921)
- The Raiders (1921)
- Too Wise Wives (1921)
- The Blot (1921)
- What Do Men Want? (1921)
- Dr. Jim (1921)
- The Raiders (1921)
- Grand Larceny (1922)
- One Clear Call (1922)
- Fools First (1922)
- Rich Men's Wives (1922)
- Brothers Under the Skin (1922)
- The Strangers' Banquet (1922)
- Broken Chains (1922)
- The Eternal Three (1923)
- Little Church Around the Corner (1923)
- Rupert of Hentzau (1923)
- The Acquittal (1923)
- Nellie, The Beautiful Cloak Model (1924)
- A Son of the Sahara (1924)
- For Sale (1924)
- Souls For Sale (1924)
- The Dixie Handicap (1924)
- Born Rich (1924)
- The Denial (1925)
- The White Desert (1925)
- Just A Woman (1925)
- The Lady Who Lied (1925)
- Souls for Sables (1925)
- Dance Madness (1926)
- Money Talks (1926)
- Tin Hats (1926)
- A Little Journey (1927)
- The Claw (1927)
- The Bugle Call (1927)
- Foreign Devils (1927)
- The Frontiersman (1927)
- Nameless Men (1928)
- Fashion Madness (1928)
- Satan and the Woman (1928)
- Blondes by Choice (1928)
- The Grain of Dust (1928)
- Opening Night (1928)
- Domestic Meddlers (1928)
- Captain Lash (1929)
- Midstream (1929)
- Self Defense (1932)
- Sister to Judas (1933)
- The Constant Woman (1933)
- Kiss of Araby (1933)
- Cross Streets (1934)
- Kiss of Araby (1938)
- Barefoot Boy (1938)
- How Doooo You Do!!! (1945)